# Spartiacque continentale delle Americhe

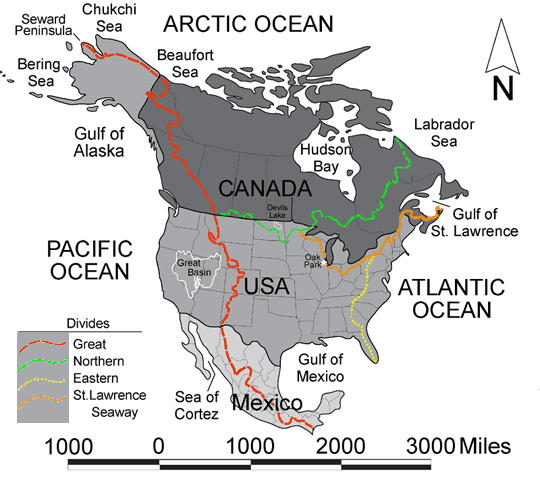
Carta dell'America settentrionale con evidenziato in rosso lo spartiacque che divide il bacino delle acque che finiscono nell'Oceano Atlantico da quelle che finiscono nell'Oceano Pacifico.

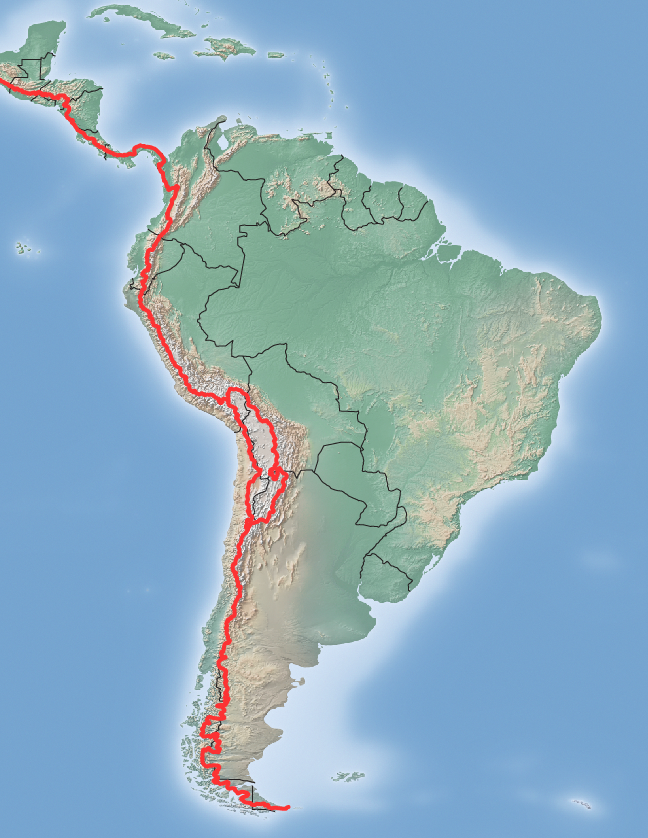
Lo spartiacque nell'America centrale e meridionale

Lo spartiacque continentale delle Americhe (in inglese: Continental Divide of the Americas, in spagnolo: Divisoria continental de América) anche conosciuto come Great Divide, Western Divide o semplicemente Continental Divide, è lo spartiacque che divide il bacino idrografico dei fiumi che finiscono nell'Oceano Atlantico, nel Mar Glaciale Artico (per il Nord America), inclusi il golfo del Messico, il mar dei Caraibi e la baia di Hudson da quello dei fiumi che finiscono nell'Oceano Pacifico. Il Continental Divide si estende dallo stretto di Bering fino allo stretto di Magellano. 
Anche se vi sono molti altri spartiacque nelle Americhe, il Continental Divide è di gran lunga il principale perché tende a seguire la linea delle più alte cime lungo le principali porzioni delle Montagne Rocciose e delle Ande, ad altitudini generalmente molto più elevate rispetto agli altri spartiacque.

## Geografia

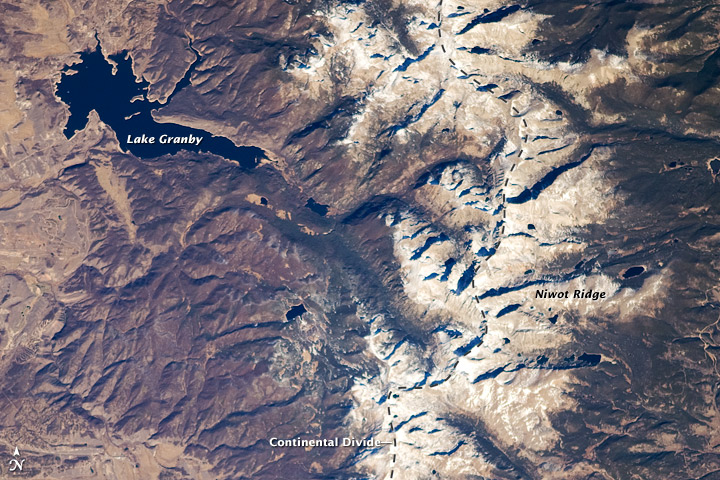
Lo spartiacque continentale nel Front Range delle Montagne Rocciose del Colorado centro-settentrionale, nell'immagina ripresa dalla International Space Station il 28 ottobre 2008

Partendo dal punto più occidentale del continente americano, Capo Principe di Galles, poco a sud del circolo polare artico, il percorso geografico del Continental Divide corre attraverso la regione dell'Alaska artico, dove raggiunge il suo punto più settentrionale presso il confine tra il Canada e gli Stati Uniti d'America, vicino al mare di Beaufort. Lo spartiacque prosegue poi verso sud in maniera irregolare attraverso lo Yukon, e costituisce parte del confine tra Yukon e i Territori del Nord-Ovest nei monti Mackenzie. Procede poi attraverso l'interno della Columbia Britannica attraverso i monti Cassiar, i monti Omineca e la parte settentrionale del Plateau Nechako fino al lago Summit, a nord della città di Prince George, e appena a sud del lago McLeod. Da qui lo spartiacque continentale attraversa il Plateau McGregor per unirsi alle Montagne Rocciose, seguendo la cresta delle Montagne Rocciose Canadesi a sud-est del 120º meridiano ovest, e da qui forma il confine tra la Columbia Britannica meridionale e l'Alberta meridionale.

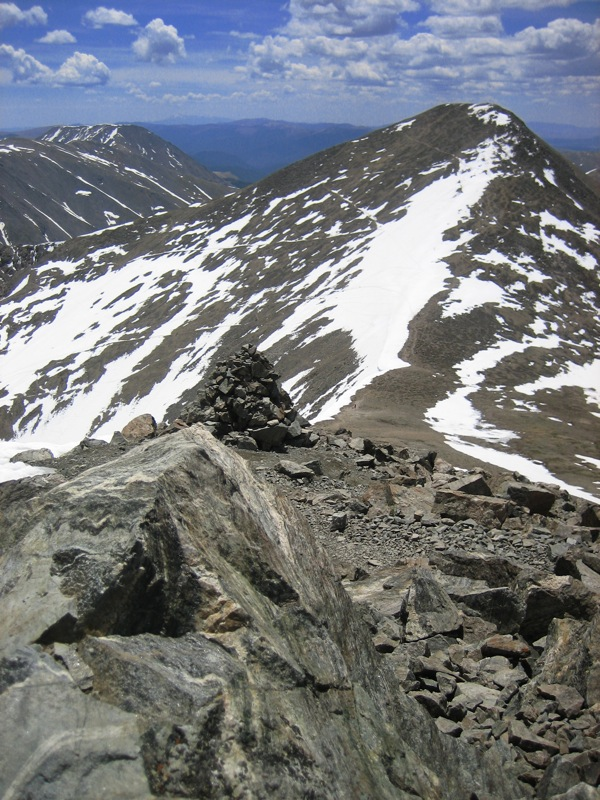
Grays Peak, nel giugno 2007. A 4.352 m di altezza, è il punto più alto dello spartiacque continentale nel Nord America.

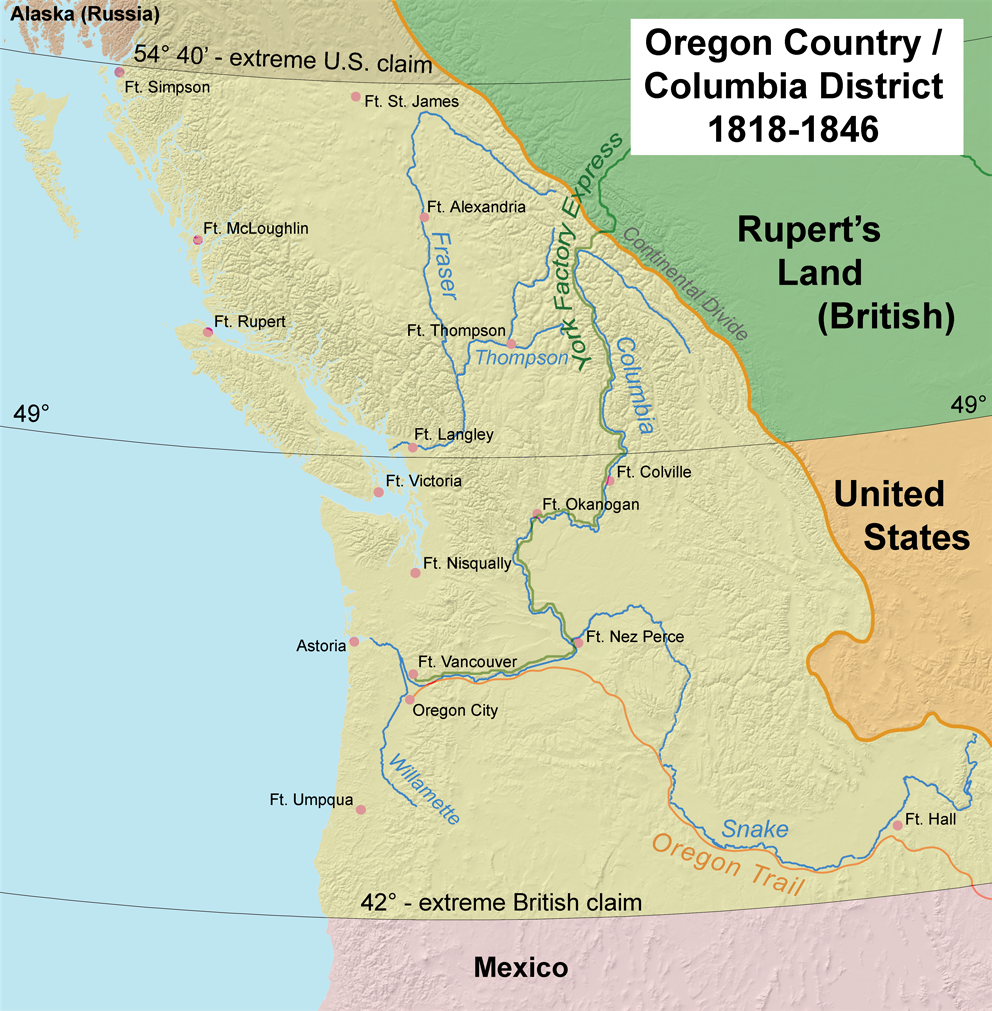
Il trattato del 1818 utilizzò lo spartiacque continentale come confine orientale dell'Oregon Country un Condominio di Stati Uniti e Regno Unito fino al trattato dell'Oregon del 1846, che divise l'area tra britannici e statunitensi.

Il Continental Divide entra negli Stati Uniti d'America nel Montana nord-occidentale, al confine tra il parco nazionale dei laghi Waterton e il parco nazionale dei ghiacciai; nel Canada costituisce il confine occidentale del parco nazionale dei laghi Waterton, e negli Stati Uniti divide il parco nazionale dei ghiacciai. Più a sud, il Continental Divide costituisce la spina dorsale del Front Range delle Montagne Rocciose nel Bob Marshall Wilderness, proseguendo verso sud verso Helena e Butte, e poi ad ovest passando per la comunità omonima di Divide, attraversando la Anaconda-Pintler Wilderness fino ai monti Bitterroot, dove forma la porzione orientale del confine tra Idaho e Montana. Lo spartiacque entra poi nel Wyoming nel parco nazionale di Yellowstone e continua verso sud-est intorno al Great Divide Basin, passa per i monti Sierra Madre per entrare nel Colorado, dove raggiunge il suo punto più alto nel Nord America presso il Grays Peak, a 4.352 metri sul livello del mare. Viene attraversato dall'autostrada 160 nel Colorado sud-occidentale presso il passo di Wolf Creek, dove una linea simboleggia lo spartiacque, che procede verso sud nel Nuovo Messico occidentale, passando lungo il confine occidentale delle pianure di San Agustin. Nonostante lo spartiacque rappresenti la cresta che divide i bacini, non sempre segue le cime più alte in ogni stato o provincia.

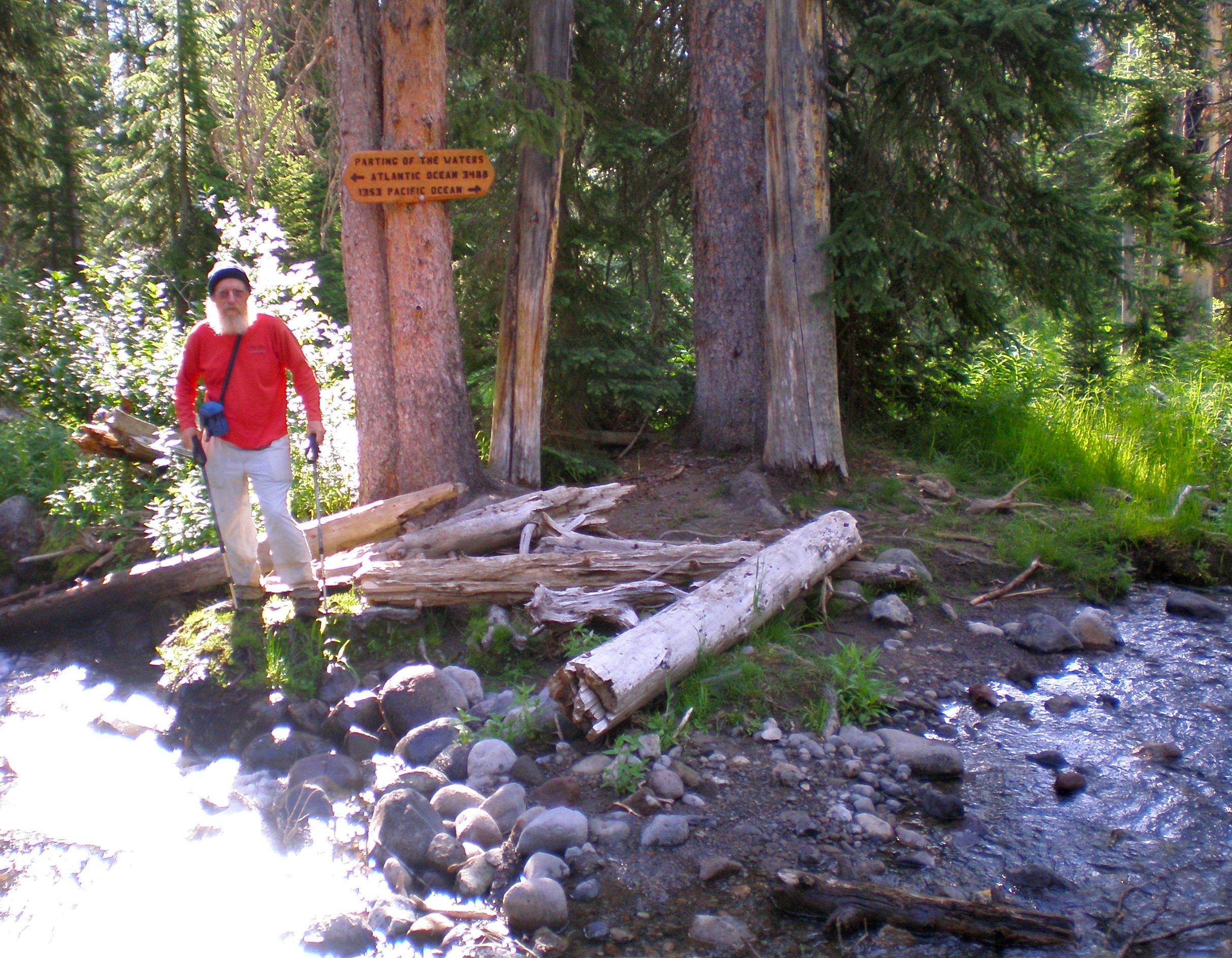
Il Parting of the Waters nel Teton Wilderness. Una biforcazione scorre verso l'Oceano Pacifico, mentre l'altra verso l'Oceano Atlantico.

Nel Messico, il Continental Divide passa attraverso gli stati Chihuahua, Durango, Zacatecas, Aguascalientes, Jalisco, Guanajuato, Querétaro, Messico, nel Distretto Federale, Morelos, Puebla, Oaxaca e Chiapas. Nell'America centrale continua attraverso il Guatemala meridionale, l'Honduras sud-occidentale, il Nicaragua occidentale, la Costa Rica occidentale/sud-occidentale, e Panama meridionale. Lo spartiacque raggiunge il suo punto naturale più basso nel Centro America, presso l'istmo di Rivas a 47 metri di altezza, in Nicaragua. A Panama, il Canale lo taglia a 26 metri di altezza.
Il Continental Divide continua in Sud America, dove segue le cime delle Ande, attraversando la Colombia occidentale, l'Ecuador centrale, il Perù occidentale e sud-occidentale, ed il Cile orientale, andando a costituire essenzialmente i confini tra Cile e Bolivia e tra Cile e Argentina, verso sud fino a Cabo San Diego al margine meridionale della Patagonia e della Terra del Fuoco. Lo spartiacque passa attraverso il passo di Punta Cancanan in Perù a 4.700 metri di altezza.

### Altri spartiacque
Lo spartiacque artico, o "Northern Divide" nel Canada settentrionale e occidentale divide il bacino del Mar Glaciale Artico da quello della baia di Hudson. Un altro spartiacque non montagnoso, lo spartiacque laurenziano (anche talvolta chiamato Northern Divide), separa ulteriormente le regioni del bacino del Mar Glaciale Artico e della baia di Hudson, da quello dell'oceano Atlantico. Spartiacque secondari separano i bacini che confluiscono nei Grandi Laghi e nel fiume San Lorenzo e infine nell'Atlantico, da bacini che confluiscono verso il golfo del Messico (anch'esso parte dell'Atlantico) attraverso il sistema fluviale dei fiumi Missouri-Mississippi-Ohio. Un altro spartiacque secondario segue la catena dei monti Appalachi, che separa i fiumi che scorrono direttamente nell'Atlantico da quelli che fluiscono verso i fiumi Ohio e Mississippi.

### Punti tripli
Triple Divide Peak nel parco nazionale dei ghiacciai nel Montana, è il punto in cui convergono due dei principali spartiacque del Nord America, il Continental Divide e il Northern Divide (o spartiacque laurenziano). Da questo punto le acque scorrono verso l'Oceano Pacifico, l'Oceano Atlantico attraverso il Golfo del Messico, e verso il Mar Glaciale Artico attraverso la baia di Hudson. Molti geografi, geologi, meteorologi e oceanografi considerano questo punto l'apice idrogeologico del Nord America, dato che la baia di Hudson è generalmente considerata parte del mare Glaciale Artico. Ad esempio, l'Organizzazione idrografica internazionale (nella sua versione non approvata di Limits of Oceans and Seas) definisce la baia di Hundson, con le sue insenature che si estendono da 62,5 a 66,5 gradi nord (solo a poche miglia dal circolo polare artico) come parte del Mar Glaciale Artico, specificatamente "Arctic Ocean Subdivision 9.11."

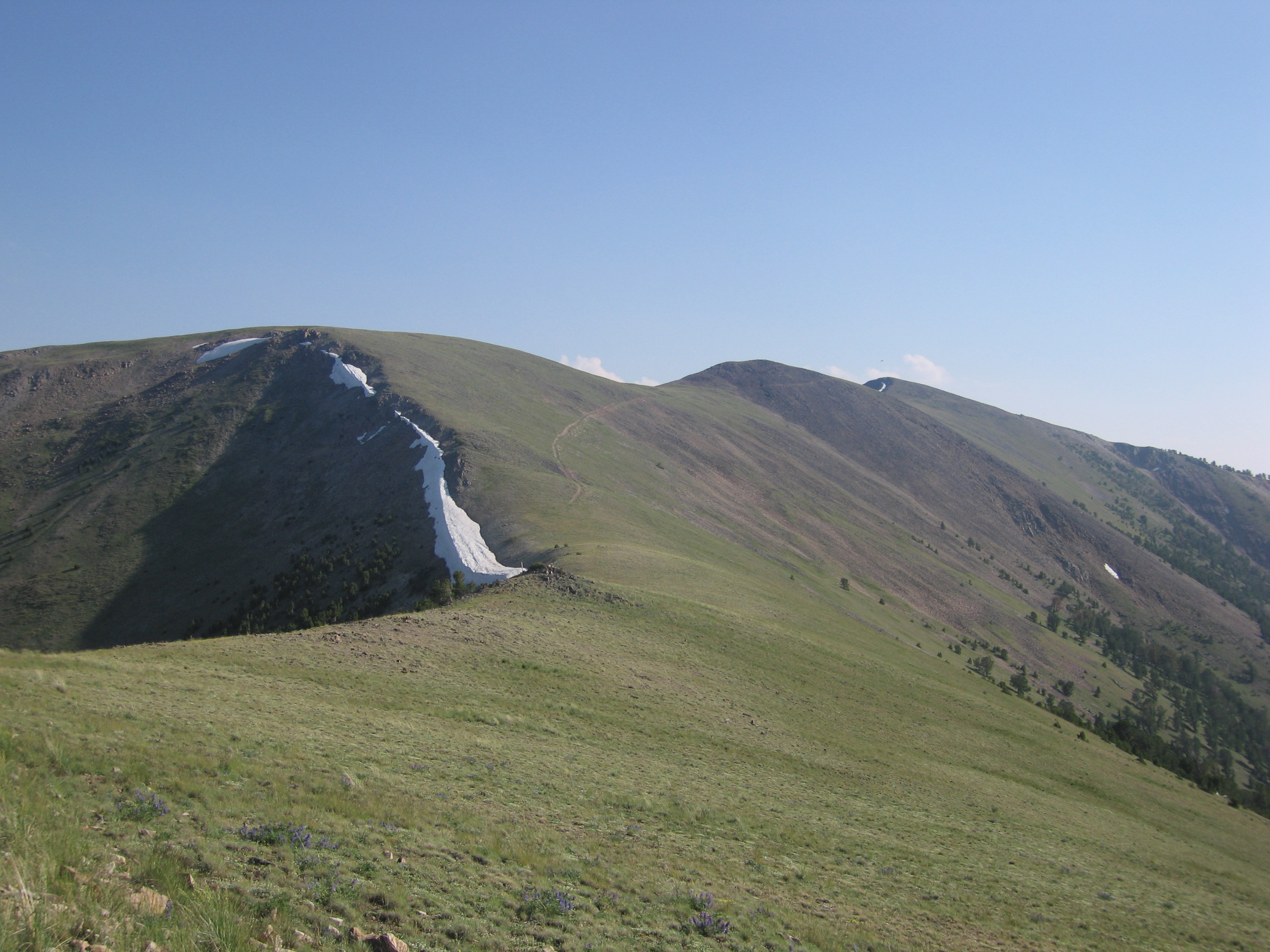
Il Continental Divide Trail spesso rimane al di sopra della linea degli alberi e sul Continental Divide, fornendo panorami a perdita d'occhio lungo il suo percorso.

L'apice idrogeologico del Nord America di Triple Divide Peak è la principale ragione che sta alla base della designazione del Parco internazionale della pace Waterton-Glacier come "Corona del Continente" del Nord America. La cima del Triple Divide Peak è l'unico spartiacque oceanico triplo al mondo. Non conteggiando l'Antartide ed i suoi ghiacci, solo un altro continente (l'Asia) confina con tre oceani, ma l'area del bacino endoreico dell'Asia centrale dalla Cina occidentale fino al lago d'Aral e al mar Caspio è talmente vasta che nessun affluente del mar Glaciale Artico e dell'Oceano Indiano si troveranno mai in prossimità. Pertanto la condizione del Nord America di avere un singolo luogo da cui scorrono fiumi in tre oceani, è unica al mondo.
Le fonti non concordano, tuttavia, sul fatto che la baia di Hudson, che si trova interamente a sud del circolo polare artico, faccia parte dell'oceano Atlantico o del Mar Glaciale Artico. Le acque della baia di Hudson si collegano più all'Atlantico che non al mare Glaciale Artico. I canali a nord della baia di Hudson sono interrotti dall'isola di Baffin nel loro collegamento con l'Artico, pertanto molte delle acque che entrano si uniscono a quelle dell'Atlantico ad est attraverso lo stretto di Hudson, piuttosto che a nord nell'Artico. Ne risulta che molti dei ghiacci che si staccano dal ghiacciaio Saskatchewan si sciolgono nell'oceano Atlantico.
Se la baia di Hudson viene considerata parte dell'Atlantico, allora il punto triplo si trova in un punto meno importante, permanentemente coperto di nevi e ghiacci, al confine tra Alberta e Columbia Britannica, sul versante meridionale dello Snow Dome a 3.456 metri di altezza. La posizione esatta di questo potenziale punto triplo è alquanto indeterminata, perché il Columbia Icefield e la neve depositata su di esso si spostano di anno in anno. La neve che si deposita (circa 10 metri all'anno) non diventa esattamente acqua sciogliendosi verso valle, ma scende insinuandosi nella forma di ghiaccio glaciale. Il ghiaccio scende dal ghiacciaio Athabasca fino al mar Glaciale Artico attraverso i fiumi Athabasca e Mackenzie; il ghiaccio scorre verso ovest fino all'oceano Pacifico attraverso il Bryce Creek e i fiumi Bush e Columbia. Il ghiaccio che si scioglie dal ghiacciaio Saskatchewan passa per i fiumi North Saskatchewan, Saskatchewan e Nelson fino alla baia di Hudson.
Mentre Triple Divide Peak (o, in alternativa, Snow Dome) è l'unico spartiacque oceanico triplo al mondo, vi sono spartiacque tripli secondari ogni qualvolta due spartiacque continentali si incontrano. Il Nord America conta cinque grandi bacini: quello del Pacifico, dell'Atlantico, dell'Artico, più la baia di Hudson e il golfo del Messico. Altre fonti come l'Organizzazione idrografica internazionale ne aggiungono un sesto: il bacino del Passaggio a nord-ovest del Canada. Tenendone in conto solo cinque, vi sono quattro spartiacque continentali secondari, e tre punti tripli secondari: i due menzionati in precedenza, e un terzo presso Hibbing, in Minnesota, dove lo spartiacque laurenziano interseca quello di Saint Lawrence Seaway. Dato che non vi è un consenso universale su cosa sia uno spartiacque continentale, non esiste un reale accordo su dove i punti tripli secondari siano situati; tuttavia, il principale Continental Divide descritto in questo articolo è di gran lunga una caratteristica geologica distintiva, molto più delle altre, e i suoi due principali punti tripli sono molto evidenti.

### Escursionismo
Il Continental Divide National Scenic Trail (CDT) segue lo spartiacque attraverso tutti gli Stati Uniti, dal confine con il Messico fino a quello con il Canada. Il percorso è effettivamente un intrico di sentieri, strade sterrate, sopra o nelle vicinanze del Continental Divide. Una sezione canadese del percorso, meno sviluppata e chiamata "Great Divide Trail", continua attraverso cinque parchi nazionali e sei parchi provinciali, terminando al lago Kakwa nella Columbia Britannica centro-orientale.

## Eccezioni
Molte regioni endoreiche del Nord e Sud America complicano una semplice definizione di flusso delle acque verso est, verso ovest, o verso l'oceano. Molti bacini endoreici di estendono attraverso o lambiscono il Continental Divide, principalmente il Great Divide Basin nel Wyoming, le Pianure di San Agustin e la Animas Valley nel Nuovo Messico, il Bacino di Guzmán nel Nuovo Messico e Chihuahua, in Messico, e Bolsón de Mapimí e Llanos El Salado in Messico. Questi bacini possono essere, ed effettivamente sono, assegnati talvolta ad un lato dello spartiacque, talvolta all'altro; in altre parole, la definizione viene effettuata determinando come le acque fluirebbero se il bacino venisse completamente riempito fino a straripare. Cartine in larga scala, come quelle in questa pagina, spesso mostrano doppie linee dello spartiacque dove sono coinvolti bacini endoreici. Tuttavia, la mappa topografica dettagliata dello United States Geological Survey mostra generalmente solo il principale spartiacque, come determinato dalla regola dello straripamento. Tra altre cose, questo elimina la necessità di disegnare i confini dei bacini che sono poco profondi, e che hanno un confine non molto definito, come il bacino chiuso di San Luis nel Colorado e il bacino delle correnti perdute nell'Idaho.
Un'altra rara eccezione avviene quando un flusso di acque presso lo spartiacque si divide e scorre in entrambe le direzioni, oppure un lago che si estende attraverso il Continental Divide e alimenta flussi di acqua in entrambe le direzioni. Esempi di questo sono, rispettivamente, il North Two Ocean Creek e il lago Isa, entrambi situati sul Continental Divide in Wyoming. Il canale di Panama presenta la stessa caratteristica, ma è artificiale. Sia il fiume Chagres che il Garun scorrono nel lago Gatún, che si svuota in entrambi gli oceani.
Diversi piccoli laghi lungo lo spartiacque sulle Montagne Rocciose tra Alberta e Columbia Britannica si svuotano verso entrambe le province, e pertanto verso sia il Mar Glaciale Artico che verso il Pacifico. Un esempio di questo è il "Committee's Punch Bowl", un piccolo lago situato nel passo di Athabasca.
Il rifugio Abbot Pass del Club Alpino del Canada si trova direttamente a ridosso del Continental Divide sul passo di Abbot, al confine tra il Parco nazionale Banff e il Parco nazionale Yoho, e pertanto le piogge che cadono sul versante orientale scorrono attraverso il lago Louise verso la Baia di Hudson, mentre le precipitazioni sul versante occidentale scorrono verso il lago O'Hara e quindi verso l'Oceano Pacifico.

### Spartiacque continentali
- Spartiacque continentale orientale
- Great Basin Divide
- Spartiacque laurenziano (Northern Divide)
- Spartiacque del fiume San Lorenzo

### Altro
- Cordigliera Americana
- Continental Divide Trail
- Cromwell Dixon
- Great Divide Trail
- Laurentia
- Spedizione di Lewis e Clark